# نيابة السان

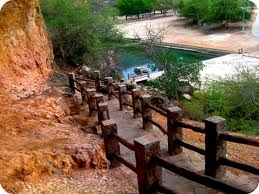
كهف رزات في نيابة السان جبل رزات

نيابة ألسان نيابة جبلية من ضمن الحزام الأخضر في ظفار، تتبع اداريا ولاية صلالة· وهي تقع على قمة جبل رزات ضمن مرتفعات جبل القرا· تبعد عن مدينة صلالة حوالي 30 كيلومتر. وللتوجه إليها من صلالة تسلك الطريق من دوار ( بيت المعمورة - عين رزات - نيابة ألسان)، وتقع ألسان غرب نيابة مدينة الحق التابعة لولاية طاقة وتحدها من الغرب نيابة زيك ومن الشمال ولاية ثمريت ومن الجنوب سهل صلالة، وتتبعها ادارياً مناطق اشنهيب واضيبدوت و وادي نصح وطبد وسهول ارزات وسهل المعمورة و وادي قصد و وادي الشيخ و جبال ناشب.

## مرافق خدمية في نيابة السان
مركز إداري يعتبر مركز النيابة، ويحتوي على مكاتب للنائب والمساعد، وأيضا يحتوي على عدة أقسام مختلفة ويقدم ويسهل للمواطنين الخدمات المختلفة، وبها الخدمات من طرق ومدارس وكهرباء ووسائل الاتصال المختلفة كما يوجد بالنيابة استراحة سياحية تقدم الخدمات السياحية، وتستقطب في فصل الخريف السياح وضيوف المحافظة الذين يتوافدون إلى صلالة لقضاء الإجازة الصيفية.

## عيون الماء في نيابة السان
كما يوجد في النيابة عدة عيون مائية شهيرة من أبرزها عين رزات التي تغذي الخزانات الأرضية والطبقات الجوفية لمنطقة سهل رزات ومنطقة صحلنوت بالمياه و وهي تجري على مدار العام·